# Danny Cummings
Danny Cummings – angielski perkusista, grał między innymi z takimi artystami jak Tina Turner, George Michael, Dire Straits, Penguin Cafe Orchestra, Elton John, Simply Red, Mark Knopfler czy Bryan Adams.